# 亞里安
亞里安（1967年4月27日—2020年2月24日），Arion，原名歐陽永康，自由音樂人。他曾任《音樂一周》及《豁達音樂誌向》副編輯，近年亦為《君子雜誌》、《東Touch》、《AV Magazine》、《Cosmo Girl》音樂版撰稿。除了擅寫音樂評論外，亦從事音樂創作多年，亦是一名業餘影評人，曾為商業二台《不設劃位》節目主持。

## 事業發展
在音樂創作上，曾與林海峰、彭羚、楊千嬅、陳珊妮、蘇慧倫、郭富城、李克勤、梅艷芳、劉美君、梁漢文、鄭伊健和黃耀明等歌手合作。於94年與李端嫻成立二人電子組合「minimal」。跟黃耀明、梁基爵、蔡德才、李端嫻、逸堯、陳浩峰、何秀萍、黎達榮、at17、PixelToy 同是人山人海的成員。
根據多年好友卓韻芝文章憶述，他在杏花村青年協會擔任兼職導師期間曾指導她「主持電台節目」（只限中心內廣播）。而2002年卓韻芝打算出版自傳《還可愛》時，第一件事就是徵詢他的意見。

## 逝世
2020年2月24日，亞里安逝世，終年52歲。

## 音樂創作
- 《www》
- 《Dream On and On and On》
- 《Trouble Happiness》
- 《免客氣》

### 1995年
| - 黃耀明 - 天國近了（你們應當遊戲）（曲、編、監）（以Minimal名義） | - 黃耀明、關淑怡 - 萬福馬利亞（曲、編、監）（以Minimal名義） |

### 1996年
| - Zen - 天真（詞） - Zen - 真心旅程（詞） | - 彭 羚 - 晚安曲（曲、編）（以Minimal名義） - 黃耀明 - 夏娃的第八天（曲、編）（以Minimal名義） |

### 1997年
| - 李克勤 - 菜湯（編）（以Minimal名義） - 林海峰 - 完美（曲、編） - 郭富城 - 最深愛的人是你（編） | - 黃耀明 - 最後一夜（編、監） - 黃耀明 - 味道（編、監） - 黃耀明 - 人山人海（曲、編、監）（以人山人海名義） - 譚詠麟 - 捨不得你（編）（以Minimal名義） |

### 1998年
| - 黃耀明 - 我要環遊世界（編）（以Minimal名義） | - 黃耀明、老狼 - 來（編）（以Minimal名義） |

### 1999年
| - 莫文蔚 - 雙城故事（編、監）（以Minimal名義） - 梅艷芳 - 艷舞台（編） - 彭羚 - 情像外衣（編）（以Minimal名義） - 彭羚 - 賞味期限（編） - 彭羚 - 我的美麗與哀愁（編） - 彭羚 - 你是一首流行曲（編） | - 楊乃文 - 固執（編）（以Minimal名義） - 楊千嬅 - 千千闋歌（編、監） - 楊千嬅 - 私人料理（編、監） - 鄭秀文 - 真命天子（編）（以Minimal名義） - 盧巧音 - 你太好（編）（以Minimal名義） - 盧巧音、脫拉庫 - La La La（編）（以Minimal名義） |

### 2000年
| - 陳珊妮 - 你太好看（編）（以Minimal名義） - 陳珊妮 - 電車上的情侶（編）（以Minimal名義） - 陳珊妮 - 完美（編）（以Minimal名義） - 陳珊妮 - 緩慢（編）（以Minimal名義） - 陳珊妮 - 幻覺（編）（以Minimal名義） - 陳珊妮 - 呻吟（編）（以Minimal名義） - 陳珊妮 - 6月29日（編）（以Minimal名義） - 陳珊妮 - 等待（編）（以Minimal名義） | - 陳珊妮 - 紅眼睛（編）（以Minimal名義） - 陳珊妮 - 你在煩惱什麼呢？親愛的（編）（以Minimal名義） - 彭羚 - 手提巴黎（編）（以Minimal名義） - 彭羚 - 翻風（曲、編）（以Minimal名義） - 黃耀明 - 光天化日（曲、編）（以Minimal名義） - 黃耀明 - 深藍色（編、監）（以Minimal名義） - 藍心湄 - 情歌卡拉OK（編）（以Minimal名義，與脫拉庫合作） - 藍心湄、洪偉傑 - 放電（編）（以Minimal名義） |

### 2001年
| - 彭羚 - 我要一場百老匯（編）（以Minimal名義） | - 黃耀明 - 一一（編、監） |

### 2002年
| - 亞里安 - 1121（曲、詞、編） | - 亞里安 - 下一站，德國（曲、編） |

### 2003年
| - at17 - Never Been Kissed（編） | - 黃耀明 feat. 林憶蓮 - 下落不明（曲、編、監） - 黃耀明 - 美得淒涼（編、監） |

### 2004年
| - 亞里安 - Remember（曲） | - 黃耀明 - 殺手神槍（編） - 黃耀明 - 小時候（編） |

### 2006年
| - 黃耀明、容祖兒 - 眼淚贊（曲、編） |

### 2007年
| - 黃耀明 - Nana Nana Nana（曲） | - 黃耀明 - 下一站哈爾濱（曲） |

### 2013年
- 盧凱彤 - 圓滑（編）

### 2019年
- 黃耀明、關淑怡 - 快樂到死（曲、編、監）（編以Minimal名義）

## 廣告及電影創作音樂
- 廣告方面
  - 《反吸煙宣傳片》
  - 《嘉士佰賀歲杯》
  - 《CTI長途電話》
  - 《ICAC越描越黑》
  - 《繳費聆》
  - 《統一伊麵族》
  - 《熱維他奶》
- 電影方面
  - 《癈話小說》
  - 《神探磨碌》
  - 《愛你愛到殺死您》
  - 《戇星先生》
  - 《玻璃少女》
  - 《無人駕駛》

## 曾主持節目
- 《不設劃位》

## 外部連結
- 於881903.com的個人介紹